# 일본국유철도 EF66형 전기 기관차
EF66형 전기 기관차(일본어: 国鉄EF66形電気機関車)는 1968년에 일본국유철도, 1989년에 일본화물철도(JR화물)에서 제조한 직류 전기 기관차이다.
본형식의 양산에 앞서 1966년에 시험 제작된 EF90형 전기 기관차에 대해서도 본 내용에서 기술한다.

## 개요

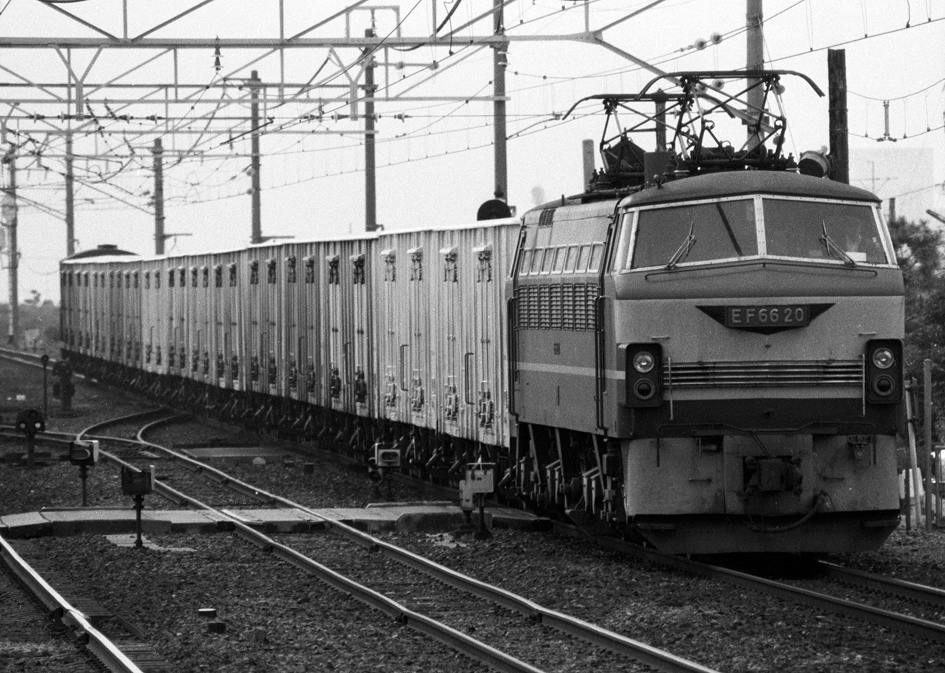
EF66 20이 견인하는 레사 10000계 화물열차(1985년 니와세역)

도카이도·산요 본선 계통의 고속 화물열차 전용기로서 개발되었던 형식이다.
메이신·도메이 고속도로의 건설로 인해 수송수단이 확대되고 있었던데다 트럭 수송에 대항하기 위해 국철에서는 특별히 소요시간의 단축이 시급하게 여겨졌으며 신선식품 수송을 중심으로 화물열차의 고속화가 계획되고 있었다. 최고속도 100km/h로 운행이 가능한 고키 10000계 컨테이너화차·레사 10000계 냉동화차와 병행하여 전용의 신형 기관차의 개발이 개시되었다.
당초에는 동축수 8축의 'H급'으로 하는 구상도 있었지만 대출력 전동기의 실용화에 대한 전망이 가시화되어 동축수 6축의 'F급'으로 개발이 진행되었으며 1966년 9월에 시제차량이 가와사키 차량(현 가와사키 중공업)에서 완성되었다. 이것이 EF90형이다.
정격출력 3,900kw는 당시 협궤철도에서는 세계최대였던 것이었다. 단지 이 출력의 향상을 고속특성의 개선으로 살리고 있었으며 국철의 최강 전기 기관차의 타이틀과는 정반대로 EF65형 전계자 정격속도 45km/h로의 견인력으로는 대부분 향상하고 있지 않았다. EF60형 이후의 소위 신성능 전기 기관차는 화물·여객 양용으로 되어있지만, 실제 EF60형의 단계에서는 최고속도 65km/h의 화물열차 견인을 전제로 등장하였으며 만능기로 등장한 EF65형도 2축 화차의 2단 링크화에 따라 화물열차의 속도향상을 배경으로 설계되었으나 그것도 75km/h에 지나지 않았다. 최고속도 100km/h의 고속 특급화물열차가 당시의 EF65형 중련이 된 것도 기동시의 견인 출력이 아닌 전계자 정격 속도에서 영업 최고속도까지의 가속력 확보를 위한 것이었다. 이들은 전 형식의 연장선상에 있으며 EF58형의 전계자 정격속도인 68km/h에서의 견인력은 같은 형식에 뒤떨어지고 있었다. 고속 특급화물열차는 당시 객차형 여객 열차의 영업 최고속도 95km/h를 상회하고 있어 EF90형 속도성능의 요구는 직류 신성능 전기 기관차로서는 처음 EF58형을 상회하는 것이 된 것이었다.
같은 해 11월부터 먼저 운용을 개시한 레사 10000계 특급 화물열차 '도비우오'·'긴린'의 견인을 운용을 개시하였으며, 운용결과를 기본으로 1968년부터 양산 기관차의 제작이 개시되었다. 이것이 EF66형이다.
본형식의 양산개시에 따라 지금까지 잠정적으로 EF65형(500번대 F형식)의 중련 견인으로 운용되어온 '도비우오' 등의 고속 화물열차는 본형식 1량으로의 견인으로 교체되었으며, 이후 도카이도·산요본선 계통의 고속 화물열차에 주로 사용되었다. 1985년 3월부터는 침대특급(블루트레인) '하야부사'·'후지' 등의 여객열차 견인에도 사용하게 되었다.
1987년 국철 분할 민영화로 서일본 여객철도(JR 서일본)와 JR 화물에 승계되었다. 1989년에는 JR 화물에 의해 일부 설계 변경후 신규 제작이 개시되었다. 이것은 컨테이너 화물 수송의 호조를 따라 열차 증발에 대응한 것으며 당시 병행하여 개발에 착수한 신형 기관차의 투입까지 수송 상황의 부족을 조달시간적으로 유예할 수 없었기 때문에 과도기적인 조치이다. 이후 컨테이너 화차가 주가된 화물열차에서 중요하게 운용되었다.
JR 서일본 소속은 계속 도카이도·산요본선 구간의 침대특급으로 운용되었으며 2009년 3월 해당 구간의 침대특급 폐지로 정기운용은 종료되었다.
제12회(1969년) 철도우의회 블루리본상 (철도)을 수상했다.

## 구조

### 차체

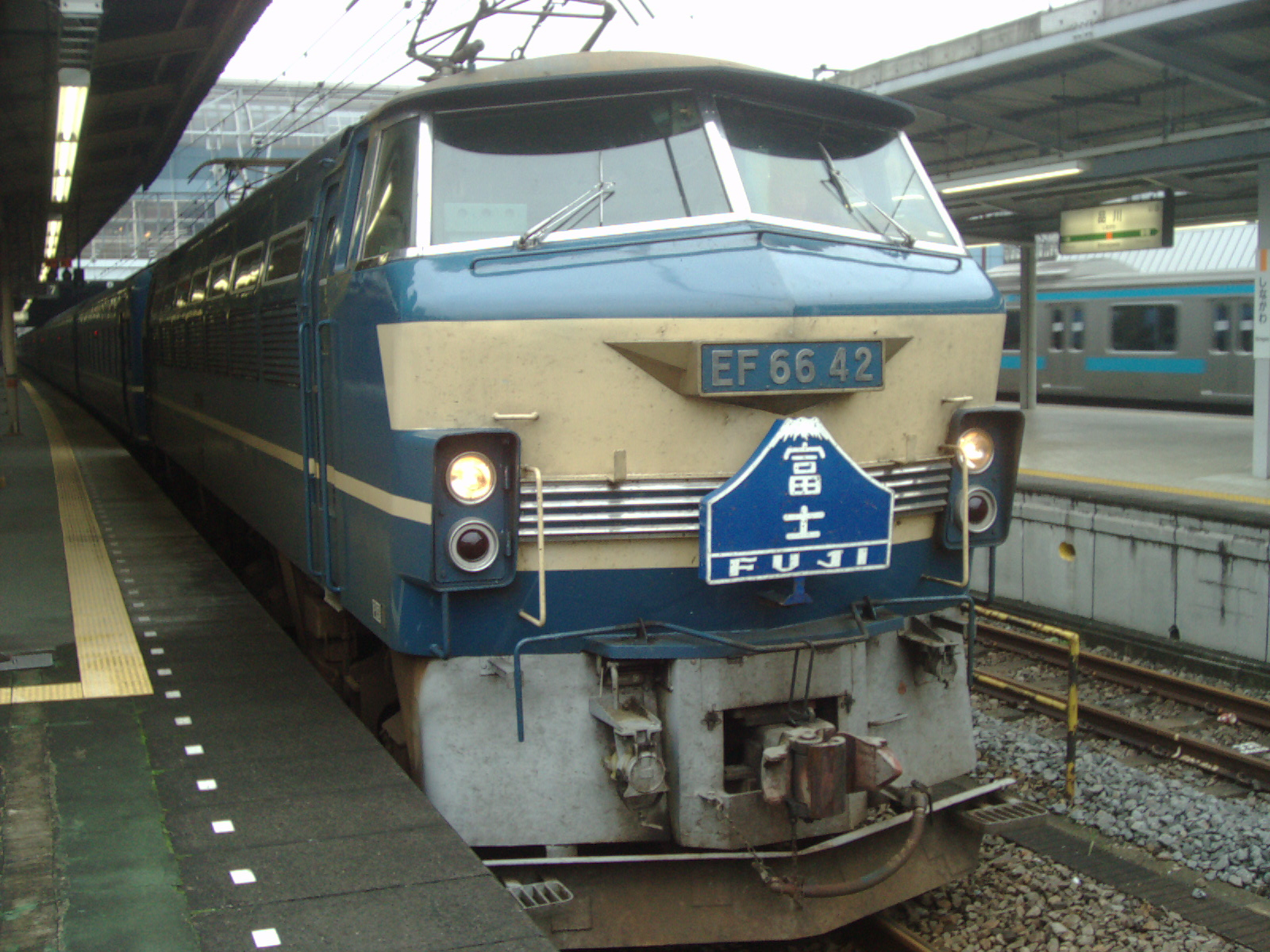
운전대 모습. 침대특급을 견인을 위해 넘버 플레이트의 하부, 장식대와 겹쳐지듯 헤드마크가 장착되고 있다.(2004년 11월 12일 시나가와역)

고운전대 비관통형으로 운전대를 특급형 전동차와 동일한 1단 높이에 있는 위치에 마련하였으며, 중앙부를 돌출형으로 한 전면형상은 종래의 국철 전기 기관차에 없었던 독특한 형태였다. 등화류는 전면하부에 전면등·후미등을 수직에 배치하였으며 좌우의 등화간에는 스테인리스강의 장식대를 배치하였는데 정면의 차호 플레이트는 특급형 전동차와 유사하며 역삼각형의 휘장과 일체화한 의장이다. 이 형상의 특징에서 본 형식은 용이하게 식별할 수 있었다. 외부 도색은 차체가 청 15호(짙은 청색), 정면하부와 측면의 띠는 크림 1호이다.

### 주요 기기
1,000t의 화물열차를 100km/h로 운행하는 것을 목표료 하여 주전동기는 본형식에 따라 개발된 출력 650kw의 MT56형 6기를 탑재했으며, 정격출력은 EF65형의 1.5배를 웃도는 3.900kw로 되었다.
제어방식은 국철 직류 전기 기관차에서 일반적인 저항제어이며, 주전동기의 전기배열을 이어서 바꾸는 편성제어는 교락이동방식을 채용하였다. 약계자제어는 S(직렬), SP(직병렬), P(병렬)의 각 놋치에 대해 최약 40%까지의 8단과 재래차보다 많이 설정되었으며, 세밀한 속도제어가 가능하다. 제어회로는 릴레이부터 다이오드·사이리스터·싱크로 전동기 등의 신기술이 적극적으로 채용되었으며 공전 검지장치는 전기 기관차에서 처음으로 주전동기 전기자 전압 비교방식을 채용하였다.

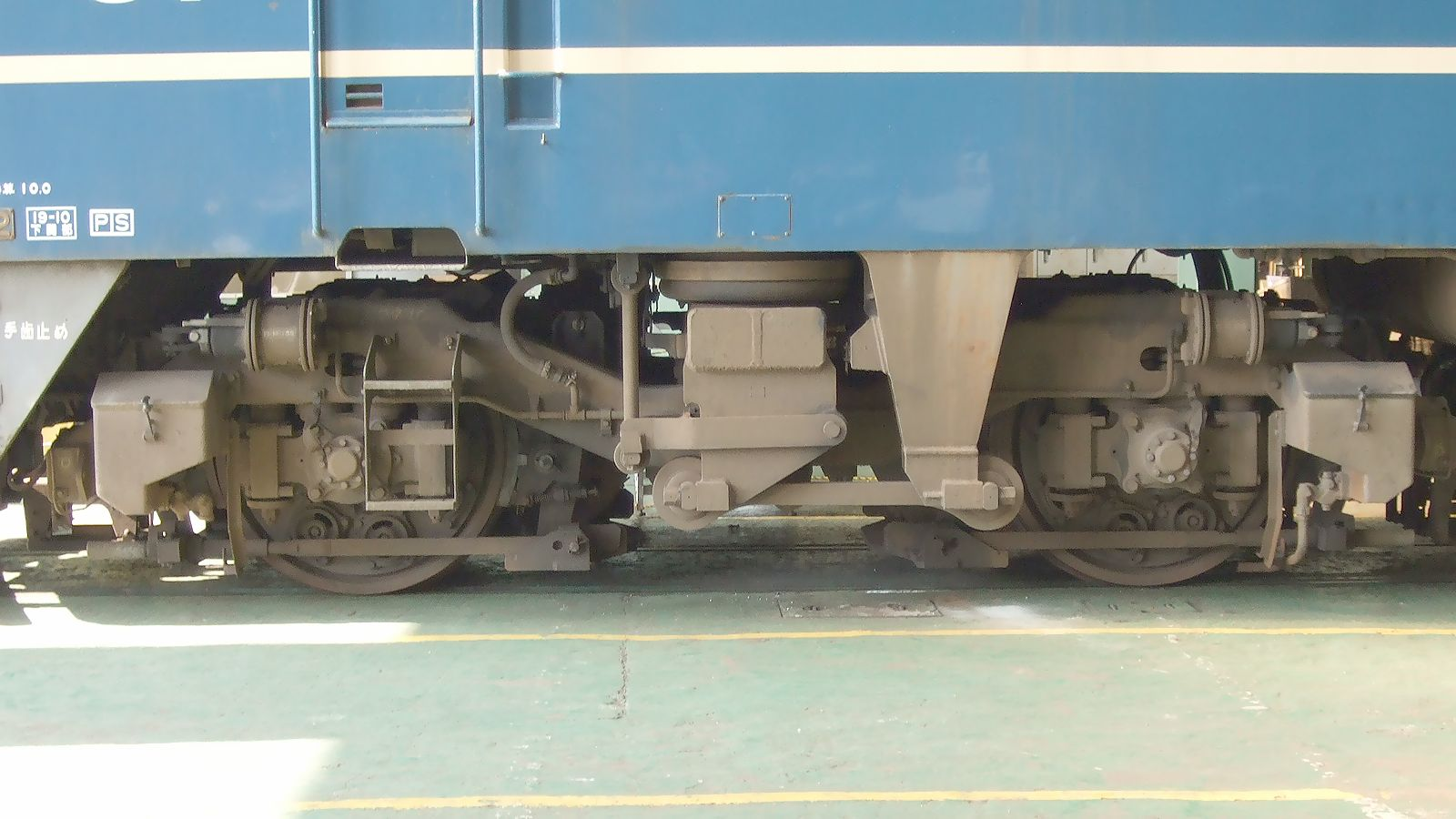
양단 대차(DT133형)

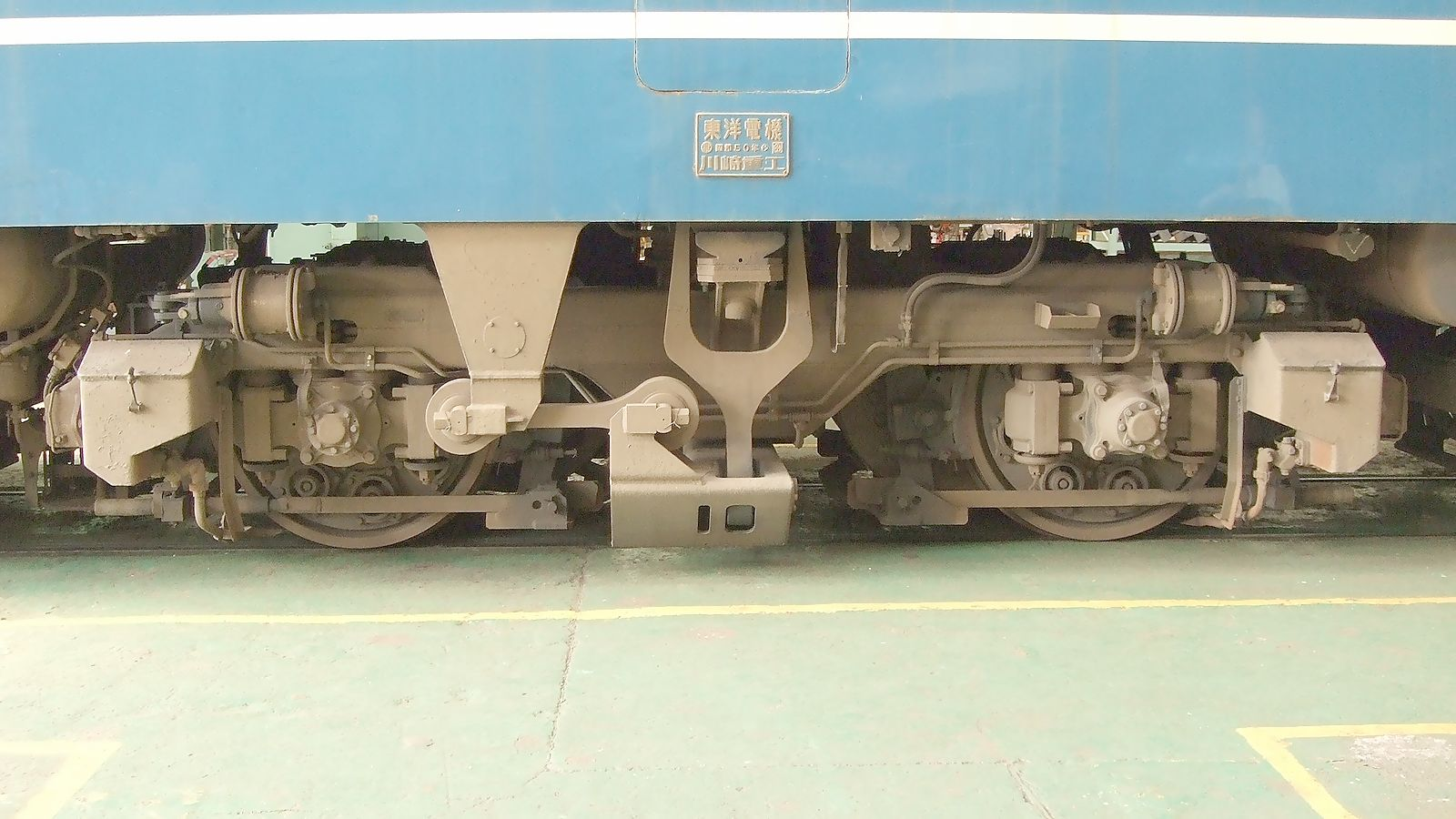
중간 대차(DT134형)

대차는 다이아프램형 공기 용수철을 침 용수철로 이용한 DT133(양단)·DT134(중간)로 양단의 DT133은 공기 용수철을 개입하여 전하중을 지탱하며 견인력 전달에는 볼스터 앵커를 사용했는데 전동차 대차에 가까운 구조로 되어 있다. 중간의 DT134는 곡선통과시 횡방향 동요에 대응할 필요가 있어 상하 진동 받침과 진동 받침잡이를 가진 링크식 기구를 준비했으며 상진동 받침이 차체와 연결되어 있다. 동력전달기기는 종래의 조괘식에서 퀼식 구동장치를 이용하여 용수철 하중량을 경감하고 있다. 이것은 궤도로의 영향 경감이나 고속 주행시의 안정성 확보에 유익한 기구인데, 모두 국철 전기 기관차에서는 첫채용이 되었다.
고속 화물열차의 견인이 전제이기 때문에 브레이크 장치에는 전자 제동 지령장치와 응속도 단독기증압기능을 탑재한다. 전동 공기압축기(CP)는 10000계 화차의 공기 용수철에도 공기압을 공급하는 장치이며 대용량의 것을 2대 탑재했다.
연결기는 주위에 제동지령을 전달하는 제동관(BP) 및 공기압을 공급하는 원공기류관(MRP)과 2계통의 공기관을 탑재했으며, 같은 형태의 연결기를 탑재한 10000계 고속화차와의 연결시에는 공기관도 자동적으로 연결되는 구조이다. 이는 10000계 화차의 각대차에 갖추었으며 공기 용수철과 각 차량의 제동 장치를 구동하는 동력원이 되는 원공기류에 공기압을 공급하는 MRP를 편성전체에 인통하기 때문에 연결기 본체는 유간이 없는 일본 철공소 설계의 밀착식 자동연결기를 사용한 연결기에 각공기관도 확실히 접속되는 설계로 하였다.
팬터그래프는 직류 전기 기관차 표준의 능형 팬터그래프인 PS17을 탑재했다. 후년에는 생산 종료되고 있던 PS17의 부품조달이 어려워져 PS22B 하부교차형 팬터그래프로의 교체가 순차적으로 진행되었다.
운전대 조작기기는 종래 기관차의 표준 사양에서 크게 변경되었다. 놋치 판에서 벗어나 전동차와 같은 조작성을 가진 주간제어기 핸들, 전기 기관차에서 처음으로 '셀신'이라 부르는 싱크로 변환기를 채용한 약계자 핸들, 인간공학의 사상에 근거한 시인성을 배려한 일직선에 배치한 계기류 등을 탑재한다.

## 형태 구분

### 시작차(EF90형)

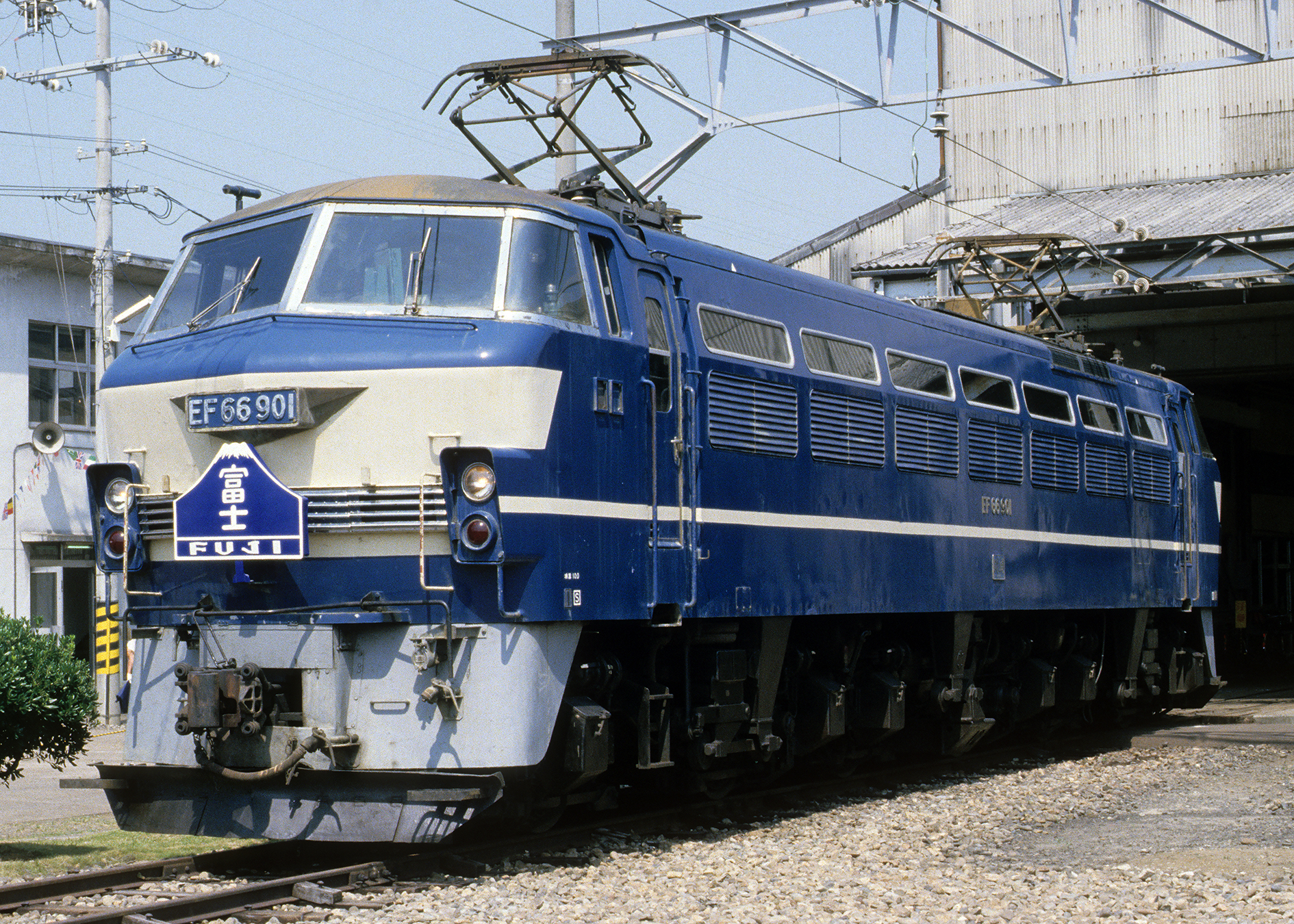
901 호기 (1985 이나 자와 기관 구)

1966년 9월 EF90형으로 가와사키 차량에서 제작되었으며, 본형식의 전신이 된 시작차이다. 최고속도 100km/h의 고속화차 코키 10000형·레사 10000형 등과 동시에 제작되어 각종 시험에 제공되었다. 외관상 정면창의 형상이 약간 다르다. 중앙의 창살은 폭이 굵고 구석의 창살은 양산차보다 안쪽에 둘러지고 있다. 1968년 양산 1차차가 제작된 것과 같은 시기에 양산차와 사양을 통합하는 개조를 실시했으며 양산차와 동시에 EF66형으로 편입한 번호를 EF66 901로 변경했다.
1987년 국철 분할 민영화에는 JR 화물에 승계되었으며 스이타 기관구에 배치되어 화물열차에 사용되었으나 1996년 12월 마지막 운행을 실시하여 운용에서 이탈했으며 보류차가 되어 2001년에 폐차되었다. 현재 차량은 히로시마 차량소 구내에서 해체되었으며 현존하지 않는다.

### 기본 번대

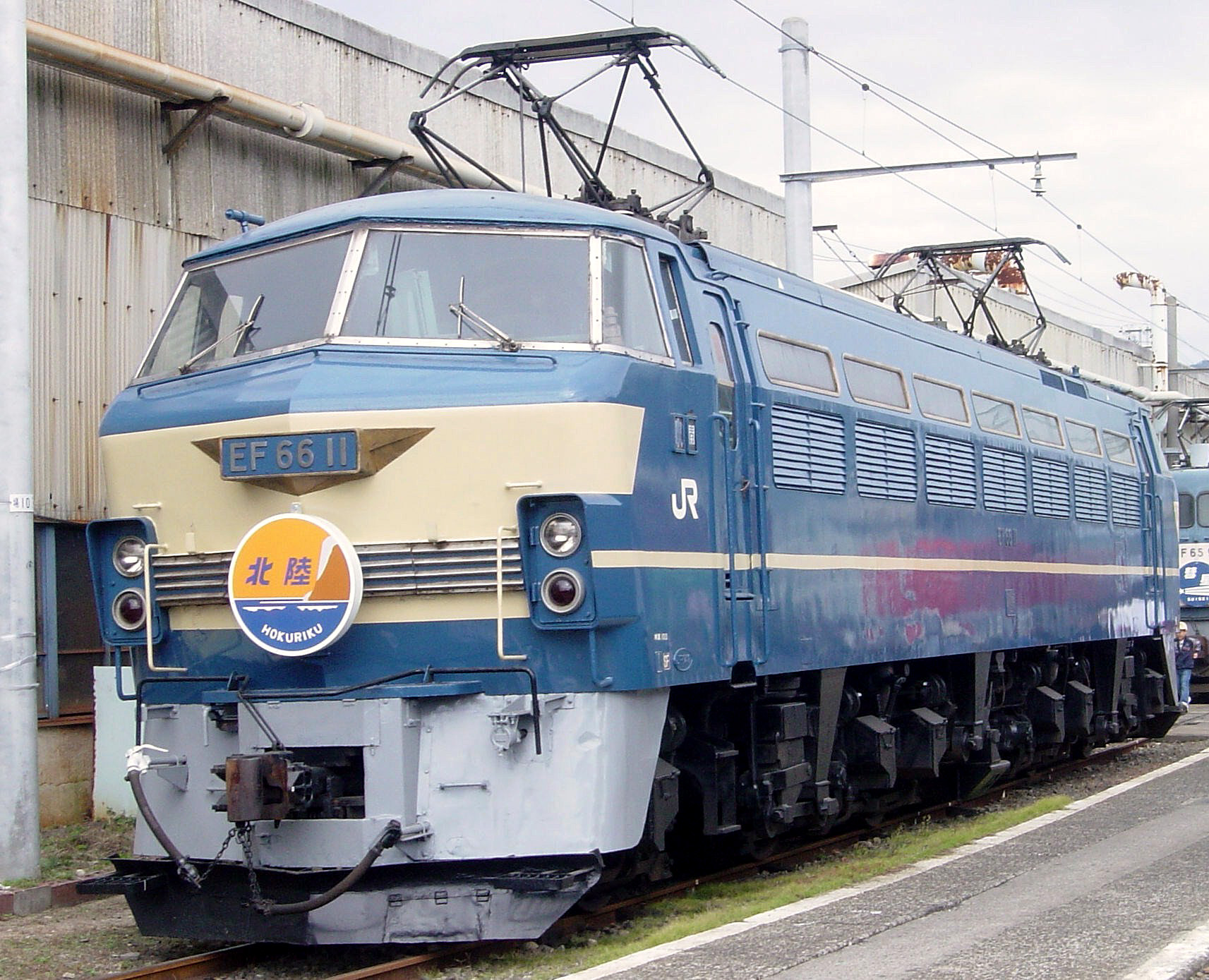
1차차 11호기

1968년부터 1974년에 걸쳐 55량이 제작되었다. 세부사항의 차이로 인해 아래에 나온대로 구분한다.
1차차
1968년부터 1969년까지 20량(1 - 20호기)이 제조되었다. 정면창의 틀이 시제차보다 외측으로 옮겨졌으며, 전방시계의 개선을 도모했다. 당초 정면창 바로 위의 비는 탑재하지 않았지만 후년에 비를 추가하는 개조를 실시했으며 현재 가동중의 차량은 모두 비를 탑재했다. 전면 넘버 플레이트 아래의 장식대에는 통풍구가 설치되었다.
보조 기기류 중에 전동 발전기(MG)·주전동기 송풍기에는 EF64·EF65형과 동일한 사양으로 탑재했다.
2차차
1973년부터 1974년까지 35량(21 - 55호기)이 가와사키 중공업에서 제조되었다. 전면창 바로 위에 비가 추가되어 차체 측면의 점검 뚜껑이 차체 중앙의 넘버 플레이트 위치로 옮겨졌다. 차체 상부의 냉각풍구도 형상이 변경되었다. 전면 넘버 플레이트 아래의 장식대에 있던 통풍구는 폐지되었다. 기동 전동기는 유지보수성 향상을 목적으로 삼상 유도전동기가 채용되어 이를 구동하는 전동 발전기의 용량을 종래차의 5kVA에서 90kVA로 증대했다.
주전동기에는 콘바인트살트 저항기가 추가되었다. 고속회전시의 정류개선을 목적으로 한 대책으로 후년에 충당된 침대특급 운용에서는 최고속도 110km/h에서의 영업 운행을 실시하기 위해 본 대책이 된 2차차를 중심에 충당하고 있다.
자동공기제동 장치에는 단독 증압장치를 추가하여 20계 객차에 탑재된 편성 증압장치를 작용시키기 위한 지령선을 추가 증설했다. 이는 열차 전체의 브레이크 실린더 압력을 증가시키는 기기로 고속역에서의 비상 제동시 제륜자와 차륜의 마찰열로 인한 감쇠된 제동력을 보충하기 위한 장비지만 2008년 기준으로는 사용하고 있지 않다.
| 제조 순서 | 차량 번호 | 제조 회사                      | 제조 목적                                                                          | 예산              |
| --------- | --------- | ------------------------------ | ---------------------------------------------------------------------------------- | ----------------- |
| 1차차     | 1 - 6     | 기차 제조 도요 전기 제조       | 100km/h 특급 화물열차 신설용                                                       | 1967년도 2차 채무 |
| 1차차     | 7 - 13    | 가와사키 차량 가와사키 전기    | 100km/h 특급 화물열차 신설용                                                       | 1967년도 2차 채무 |
| 1차차     | 14        | 기차 제조 도요 전기 제조       | 증편 시간표의 부족량 추가                                                          | 1967년도 3차 채무 |
| 1차차     | 15        | 가와사키 차량 가와사키 전기    | 증편 시간표의 부족량 추가                                                          | 1967년도 3차 채무 |
| 1차차     | 16・17    | 가와사키 중공업 후지 전기      | 프레이트 라이너 증편용                                                             | 1968년도 4차 채무 |
| 1차차     | 18 - 20   | 가와사키 중공업 후지 전기      | 시오도메 - 히가시히로시마、시모노세키 - 시오도메간 특급 화물열차 증편              | 1968년도 5차 채무 |
| 2차차     | 21 - 25   | 가와사키 중공업 도요 전기 제조 | 도카이도・산요 지구 프레이트 라이너 증편용                                         | 1973년도 1차 민유 |
| 2차차     | 26 - 31   | 가와사키 중공업 후지 전기      | 도카이도・산요 지구 프레이트 라이너 증편용                                         | 1973년도 1차 민유 |
| 2차차     | 32・33    | 가와사키 중공업 도요 전기 제조 | 증편 '스이세이' 소요 견인기 염출용                                                 | 1973년도 3차 민유 |
| 2차차     | 34 - 44   | 가와사키 중공업 도요 전기 제조 | 도카이도・산요・도호쿠・야마노테 화물선 화물열차 증편용 및 미노부・이이다선 증편용 | 1974년도 2차 민유 |
| 2차차     | 45 - 55   | 가와사키 중공업 후지 전기      | 도카이도・산요・도호쿠・야마노테 화물선 화물열차 증편용 및 미노부・이이다선 증편용 | 1974년도 2차 민유 |

### 100번대
1989년부터 1991년에 걸쳐 가와사키 중공업에서 33량이 제작되었다.
민영화 이후의 화물열차 증편에 대응하기 위해 제조된 번대로 외관이 변경되어 승무원실에 에어컨이 탑재되었다. 전면은 정면창을 크게하여 상면이 크게 경사진 3면 구성의 의장으로 변경되어 등화류는 전면 중앙 위치에 전조등·표지등을 횡방향으로 배치했다. 정면창에는 윈드 워셔가 탑재되었다. 외부도색은 차체상부가 농담 블루, 하부가 밝은 회색, 승무원실 출입문이 황토색의 JR 화물 표준 도색이다. 집전장치는 하부 교차형 팬터그래프 PS22B를 처음부터 탑재했다. 연결기는 견인 화차의 변화로 인해 기본 번대의 밀착식 자동연결기에서 일반적인 보통형 자동연결기로 변경되어 배장기의 1위와 4위에는 MRP가 설치되어있다.
전동기·제어기기는 기본 번대의 사양을 답습하였으나 새로운 규제의 대응이나 기기류의 유해 물질 배제 등 세부적인 변경이 있었다. 전동기에는 정류 개선 대책으로 기본 번대 2차차(21호기 이후)부터 콘바인드살트 저항기가 이용되고 있었으나 유도 코일의 재검토 등으로 정류 개선이 이루어졌기 때문에 철거되고 있다. 기기류에는 종래 사용되고 있었던 보조 릴레이의 제조 중단으로 인한 대체품으로의 변경, 셀렌 정류기 다이오드화, 아스베스토의 배제가 실시되는 등 시대에 부합한 설계 변경이 되었다. 제동면에는 기본 번대로의 개조로 탑재된 코키 50000형 250000번대 컨테이너 화차에 의한 100km/h 운행 대응의 감압 촉진 장치가 처음부터 설치되었다. 또한 전자 브레이크 지령 장치는 편성 증압 기능이 생략 되어 단독 증압 방식이 되면서 종래의 공기 차압 감지 방식의 전공 귀환기에서 ED79형 전기 기관차(50번대)와 동일한 캠 접점 첨부의 제동변으로 변경되고 있다. 공기 압축기는 공기관 등의 드레인에 의한 부식을 방지하기 위해 제습 장치가 추가되었다.
사양의 차이에 의해 아래에 구분이 있다.
1차차
1989년에 8량(101 - 108호기)이 제조되었다. 전면의 등화류는 환형의 것을 설치했다.
2차차
1990년부터 1991년까지 25량(101 - 108호기)이 제조되었다. 단위 스위치·고속 회로 차단기의 비 석면화, 저항 버니어·계자제어 기기류의 사양을 변경한 것 외에 보수의 간소화를 위해 등화류를 일체화한 각형 형상·커버 첨부로 변경했다. 외부 도색은 1차형의 도장 분할형에 가세했으며, 차체 단부에 100mm폭의 청색띠가 추가되었다.

## 운용의 변천·현황

### 국철 시대

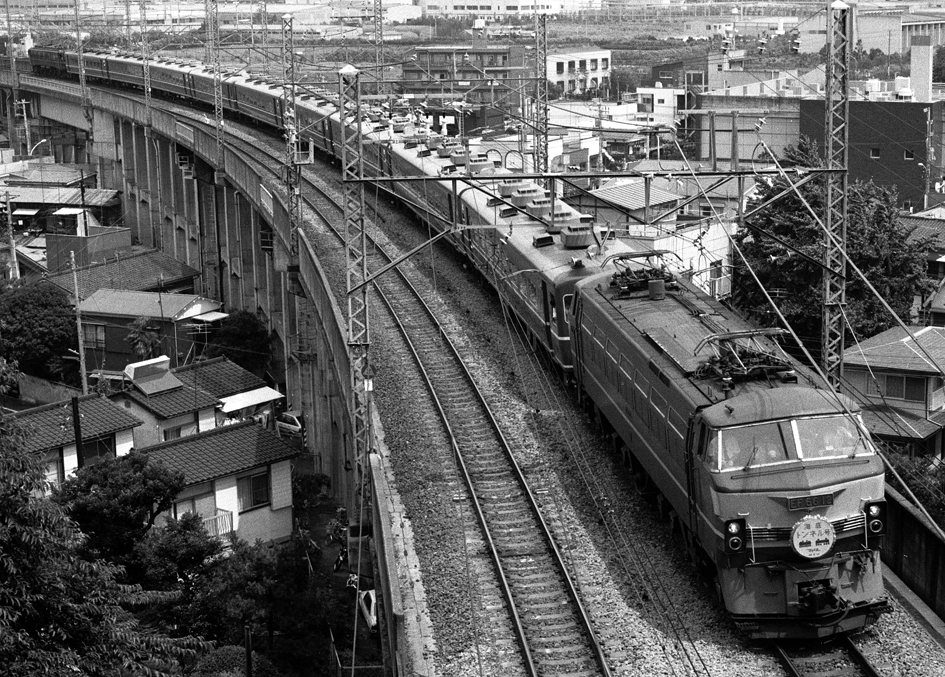
EF66 12호기가 견인하는 '해저 터널호'(1984년 8월 22일 네기시 선 요코다이역 부근)

신조 당시 901호기는 스이타 제2기관구(현 스이타 기관구)에 배치되었지만, 양산차는 전 차량이 시모노세키 운전소(현 시모노세키 종합 차량소)에 배치되었다. 901호기도 양산화 개조와 동시에 시모노세키 운전소에 전속하였다. 1978년부터 일부가 히로시마 기관구(현 히로시마 차량소)에 전속하였으며, 화물열차의 대폭 삭감이 실시된 1984년에는 히로시마 기관구 소속의 차량이 스이타 제2기관구에 전속되었다. 전속후에도 계속 도카이도·산요본선의 화물열차에 사용되었다.
그 후 1985년 3월 14일의 다이어 개정즘에 2차차의 일부가 침대특급 '아사카제'·'사쿠라'·'하야부사'·'미즈호'·'후지' 도쿄 - 시모노세키 구간에서의 견인에 사용되었다. 이는 화물열차 감축으로 운용에 여유가 생긴것에 가세하여 '하야부사'의 편성중 로비카를 증결하여 견인 정수가 증가하였으며 종래의 EF65형에서는 견인력 부족으로 인한 조치이다.

### JR 화물

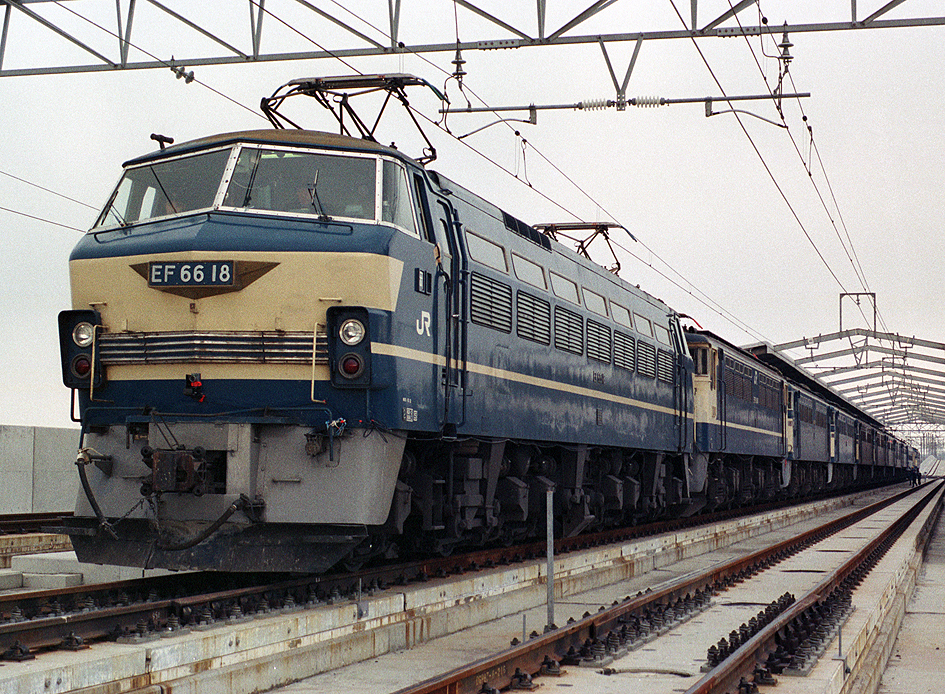
EF66 18호기가 견인하는 혼시비산선 중량 시험 열차(1988년 우타즈역)

민영화 당시 1 - 39・901호기의 40량이 승계되었으며 그 후 100번대 33량을 제작한 73량 체제가 되었다.
국철에서 승계된 차량은 모두 스이타 기관구에 배치되어 100번대는 스이타 기관구·오카야마 기관구·히로시마 기관구에 분산 배치되어 있었으나 1996년 3월 16일 운전 시각표 개정으로 73량 모두 스이타 기관구에 배치되었다. 또한 1999년부터 2002년에 걸쳐 JR 서일본에서 41・44・52・54호기의 4량을 양도하였다.
코키 100형 화차 등장후에는 100번대와 같이 배장기의 2위와 4위측으로의 MRP가 증설되었으며, 후에 JR 서일본에서 이적한 차량을 포함한 전 차량에 적용되었다.
기본 번대 기관차에 대해 승무원실에 냉방 장치의 취부를 실시하였다. 1988년에 시험적으로 취부를 실시하였으며 1991년부터 본격적인 대응으로 전원 용량의 대용량 21호기 이후 취부를 실시하고 있다.
또한 1988년에는 18호기가 세토 대교의 하중 시험열차 일부로 사용되었다.

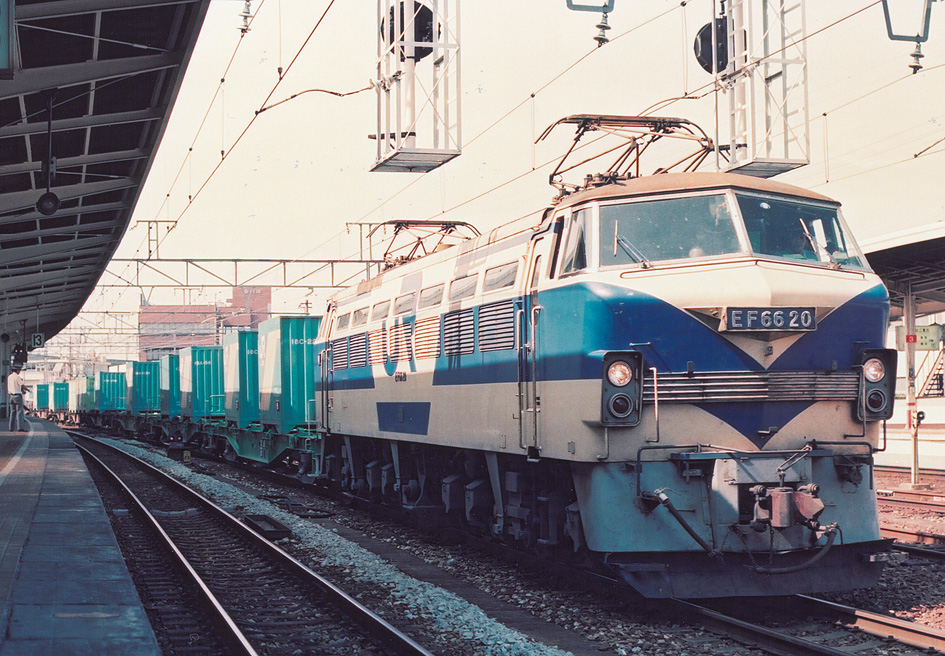
EF66 20호기 시험 도장

민영화 이후의 1987년 8월 20호기가 시험 도색으로 엷은 황색을 베이스로 한 파란색 라인, 차체 측면 중앙에 큰 JR 마크를 나누어 도장하여 등장했다. 해당 차량은 후에 갱신으로 인해 구 갱신색, 신 갱신색과 도장이 변경되어 세 번에 걸쳐 외관이 변화했으나 2010년 제적되어 히로시마 차량소에서 해체되었으며 현존하지 않는다.
1993년부터는 0번대의 연명·갱신 작업이 실시되었다.
도카이도·산요 본선을 중심으로 운용되었으나 1998년 10월에는 도호쿠 본선 구로이소역까지의 운용이 추가되었다. 2000년대에 들어서 EF65형에서 본형식으로 운용울 교체할 수 있는 노선·열차도 있었지만, 기본 번대는 생산후 30년 이상이 경과하고 노후화나 상태 불량·EF210형으로의 교체의 진행도 있었기 때문에 2001년 이후 시작 기관차인 901호기 및 갱신차를 포함한 기본 번대에서 폐차가 발생하였다.
2011년 3월의 운전 시각표 개정 시점에서는 스이타 기관구에 기본 번대 14량(21・24・26 - 30・32・33・35・36・44・52・54호기), 100번대 33량 합계 47량이 배치되어 도쿄 화물터미널 역 - 하타부 역간 이외에 다카사키 선 다카사키 조차장·도호쿠 본선 구로이소 역까지 운용되었다. 운전 시각표 개정까지는 미노아카사카 지선 미노 아카사카 역으로의 운용도 있었다.

#### 연명·갱신 공사

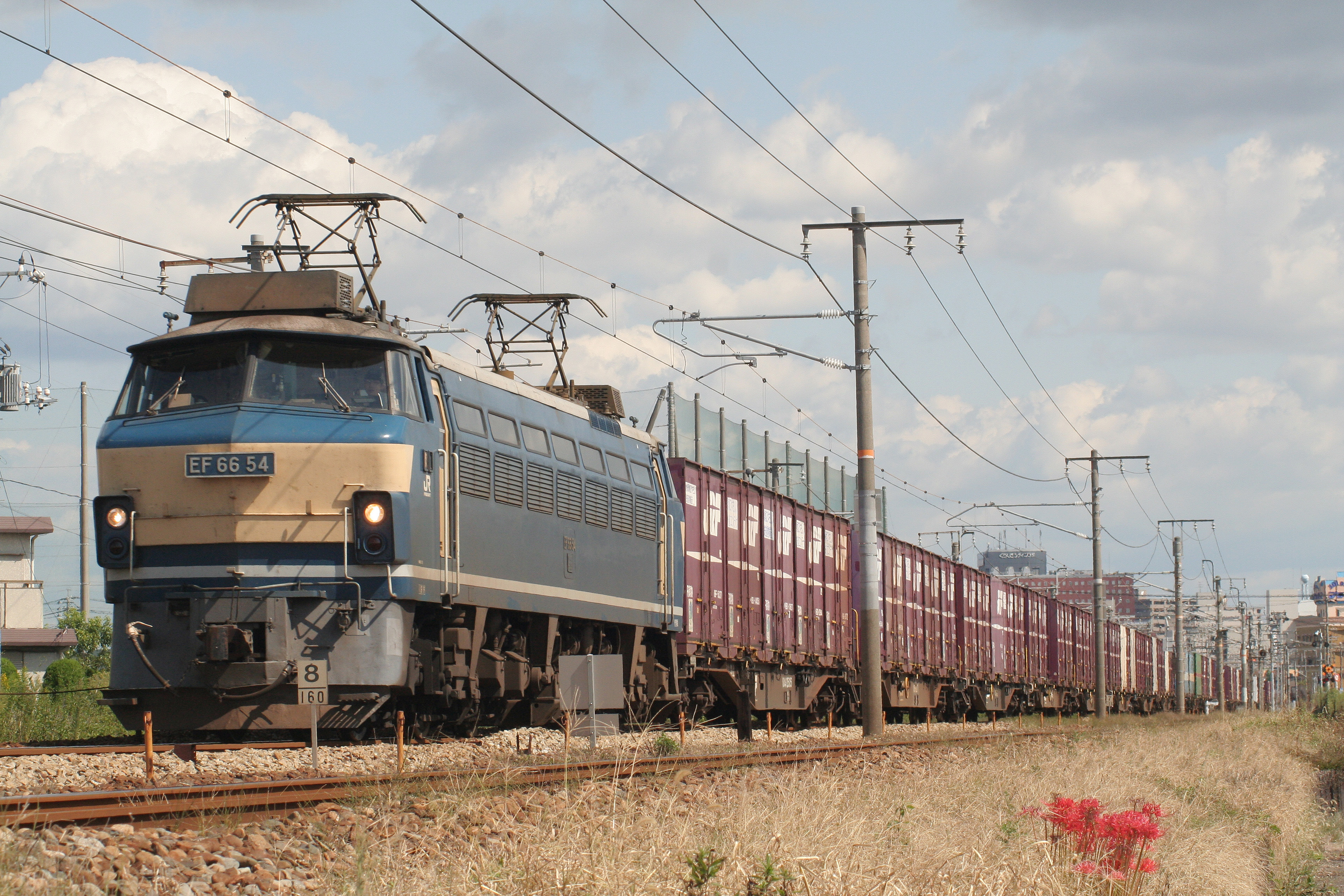
EF66 54(신 갱신 도장)
차체 하부에 하얀색의 굵은 띠를 두고 난간이 흰색으로 도장된 것이 특징.

내부 기기의 갱신, 측면 미닫이 출입문의 스텐레스화, 전면 넘버 플레이트부의 장식 및 전조등간의 스텐레스 장식대 철거등이 실시되고 있었다. 시공 이유는 차체도색 변경이었다. JR 화물 소유의 0번대 전차량에 실시될 예정이었으나 최종적으로는 1 - 5·7 - 10·12·13·16 - 39·41·44・52·54호기에 실시되었다.
당초에는 100번대기에 준한 JR 화물 표준색으로 도장을 변경하고 있었다. 구 갱신 도색과도 호환된다.
2004년 시공의 54호기 이후는 외부 도색이 변경되어 차체를 파랑 15호, 정면과 차체 단부에 엷은 황색 1호를 배치했으며 국철 도색에 근사하는 형태가 되었다. 이 도색은 신 갱신색과도 호환되어 최종적으로 9・10・12・16・17・19 - 26・28 - 39・41・44・52・54호기가 신 갱신색이 되었다. 초기에 도장이 변경된 16・19・20・54호기와 그 이외의 차량에서는 도장면에서 약간의 비대칭을 볼 수 있다.
해당 회사 소속 기관차 가운데 국철 시대의 도색으로 최후까지 잔존한 27호기는 2006년 9월에 갱신공사를 실시했으며, 거의 국철 도색인 채로 출장했다. 갱신 개소는 'JR FREIGHT'의 로고 추가나 요판 철거에 따른 제조 명판의 이설, 보호 부분을 포함한 지붕의 회색 도장화 등 매우 적은 개소에 머물렀다.

### JR 서일본

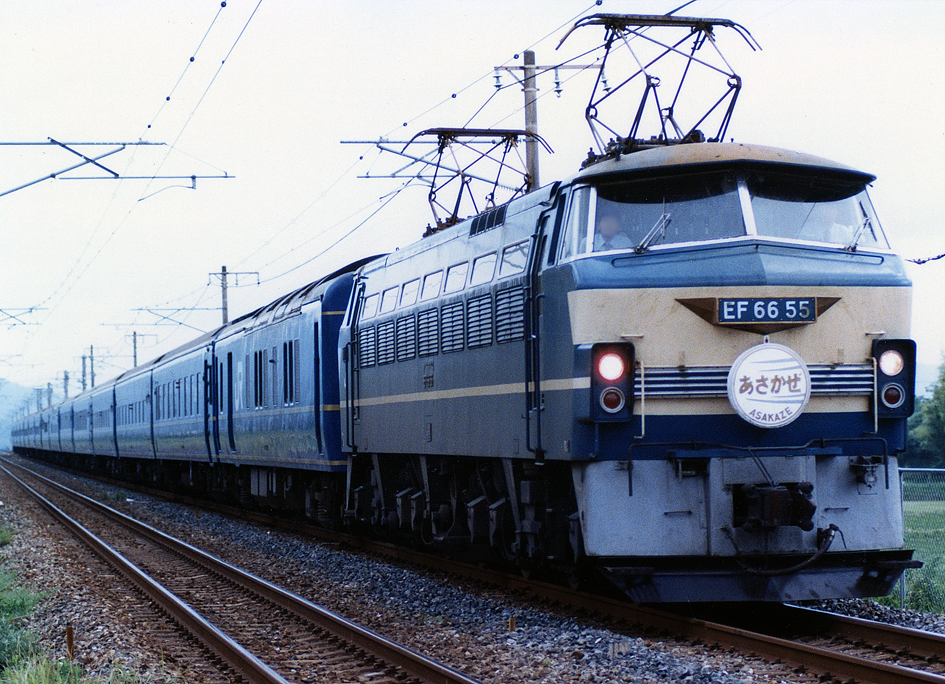
EF66 55가 견인하는 '아사카제 1호'
(1988년)

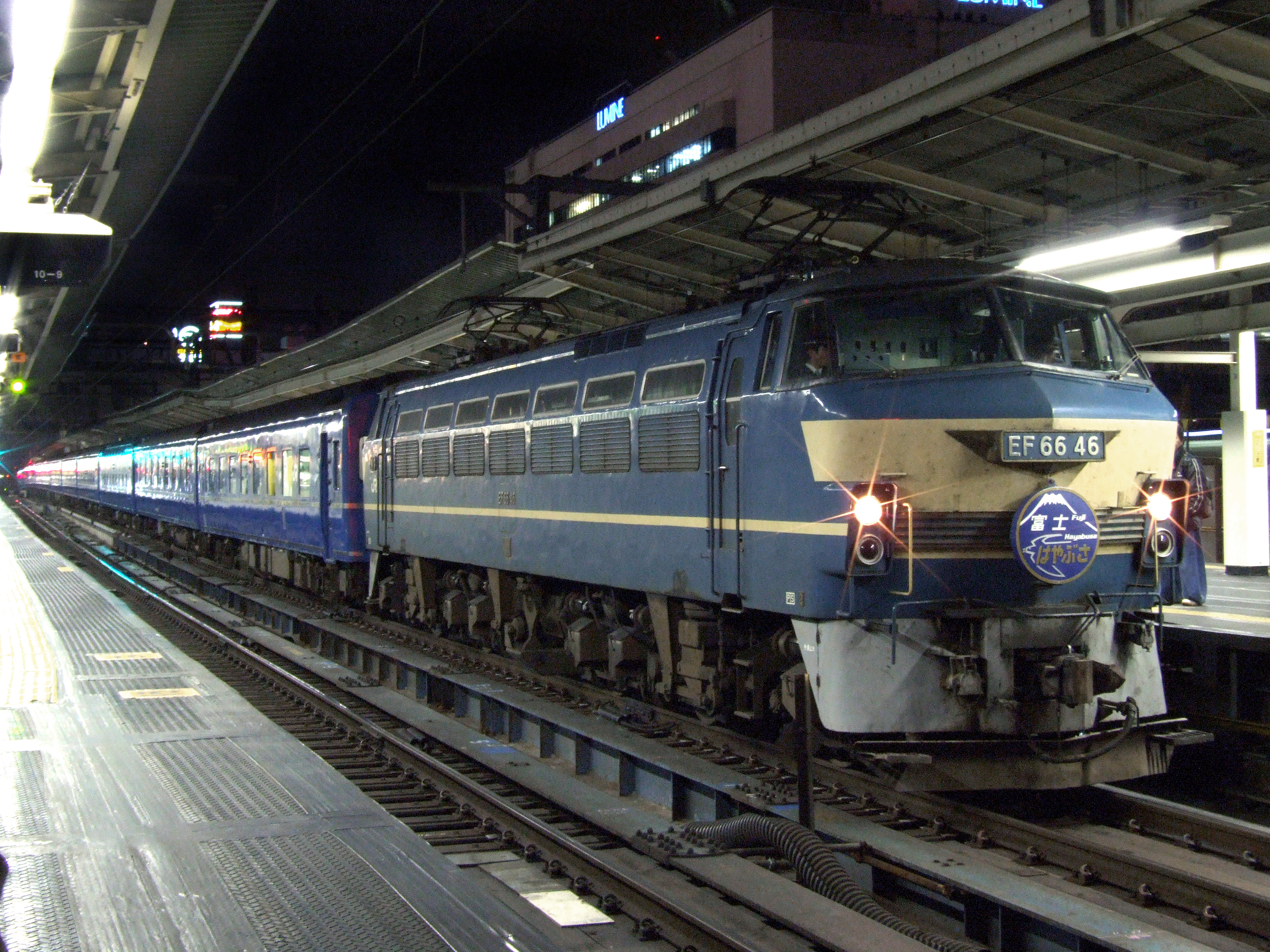
EF66 46이 견인하는 '후지·하야부사'(2008년 12월)

민영화 당시에는 40 - 55호기의 16량이 승계되었다. 1990년 3월 운전 시각표 개정으로 '아사카제 2·3호' 및 '세토'의 전원차 일부가 가선 집전방식을 채용한 스하 25형 300번대로 고쳐진것으로 긴급시 해당 차량의 팬터그래프를 하강시키기 위한 장치가 운전석에 설치되어 지령용 점퍼 연결기가 연결기 좌측 횡방향으로 증설되었다. 일부 차량은 검사 출장시에 대차·상하기기가 회색으로 도장되었다.
도카이도·산요 본선 계통의 침대특급 견인외에 보안 장치로 ATS-P를 탑재하여 수도권 방면으로의 단체 전용 열차 견인에도 사용되었다.
침대특급 감축에 따라 잉여분이 남아 41・44・52・54호기가 JR 화물로 이적되었다. 노후나 잉여분에 의한 폐차는 1995년부터 실시되었으며 1992년의 침대특급 '사쿠라' 충돌 사고(산요 본선 스마 - 시오야간)로 대파되어 복구된 55호기도 같은 시기에 폐차되었다.
이후 시모노세키 지역 철도부 시모노세키 차량 관리실(현 시모노세키 종합 차량소)에 10량(42·43·45 - 51·53호기)을 배치하여 계속 사용되었지만 침대특급의 운용은 점차 감소하였으며 최후까지 잔존한 '후지' '하야부사'(도쿄 - 시모노세키)의 운용이 2009년 3월 14일 시간표 개정으로 인한 열차 폐지에 의해 소멸하여 정기 운용을 상실했다. 그 후 8량이 폐차되어 45·49호기 2량만 잔존하였다. 이후에는 임시 특수 열차 등에 사용된 이후 2010년 9월 20일자로 폐차되어 JR 서일본 소속차는 소멸하고 있다.

### 보존 차량
- EF66 1
  - 히로시마현 히로시마시 히가시구 히로시마 차량소
    - 1엔드 측면이 국철 도색, 2엔드 측면이 신갱신 도색으로 도장되었으며 차량소 내에서 훈련차로서 사용되기도 한다.
- EF66 11
  - 사이타마현 사이타마시 철도박물관 (일본)
    - 운전대 상부의 덮개가 사라지고 팬터그래프가 PS17로 변경되는 등 완성 당시의 상태를 남기고 있다.
    - 폐차 후 2004년부터 2006년에 걸쳐 히로시마 차량소 공개 이벤트에 전시되고 있었지만, 2007년 5월 21일 오미야까지 회송되어 전시를 위한 정비를 받고 철도박물관에 소장되었다. 전시에 맞춰 철거되고 있었던 연결기 공기관의 재설치나 MRP관의 철거 등 원형에 복원한 개조가 실시되었다.
- EF66 45·49
  - 교토부 교토시 우쿄구 토롯코사가역 디오라마·교토·JAPAN
    - 운전대 부분만의 컷 모델로도 전시되어 있다.
    - 2010년 9월 18·19일에 시모노세키에서 미나미후쿠이까지 회송되었으며, 현지에서 컷 모델화후에 사가노 관광철도로 옮겨졌다.